# Christian Reif
Christian Reif (Espira, Alemania, 24 de octubre de 1984) es un atleta alemán, especialista en la prueba de salto de longitud en la que llegó a ser campeón europeo en 2010.

## Carrera deportiva
En el Campeonato Europeo de Atletismo de 2010 ganó la medalla de oro en el salto de longitud, con un salto de 8.47 metros que fue récord de los campeonatos, superando al francés Kafétien Gomis (plata con 8.24 m) y al británico Chris Tomlinson (bronce con 8.23 metros).